# Camille de Castelnau
Camille de Castelnau, née le 26 septembre 1979, est une scénariste française.
Diplômée de la Femis, elle a notamment co-écrit à partir de 2013 la série d'espionnage Le Bureau des légendes avec Éric Rochant, dont elle a été présentée comme le « bras droit, ». Le succès de la série l'a fait entrer dans ce qu'on a appelé « la jeune garde » des scénaristes français.
En 2017 elle co-écrit, à nouveau avec Éric Rochant, le pilote de la série The Oligarchs, pour la chaîne américaine HBO.
Elle a reçu en 2009 une bourse d'écriture « Scénariste TV » de la Fondation Lagardère.
En 2021, elle crée la série Tout Va bien (Disney+), dont le tournage débute à l’été 2022 avec Virginie Efira, Sara Giraudeau, Nicole Garcia, Aliocha Schneider et Bernard Lecoq. La série est produite par Maui Entertainment et Federation Entertainment et coproduite par Camille de Castelnau via sa société "Petit Ermitage Production",. La sortie de Tout va bien est prévue pour le 15 novembre 2023.